# Communauté de communes d'Auberive Vingeanne et Montsaugeonnais
La communauté de communes d'Auberive Vingeanne et Montsaugeonnais (CCAVM) est une structure intercommunale française, située dans le département de la Haute-Marne, en région Grand Est.

## Historique
Elle a été créée le 1er janvier 2011.
Elle résulte de la fusion de la communauté de communes des quatre vallées (21 communes), de la communauté de communes de la Vingeanne (14 communes) et de la communauté de communes de Prauthoy-en-Montsaugeonnais (16 communes). Au regroupement, viennent s'ajouter les communes de Coublanc, Dommarien et Grandchamp.
Le 1er janvier 2016, les communes de Montsaugeon, Prauthoy et Vaux-sous-Aubigny se regroupent pour former la commune nouvelle de Le Montsaugeonnais. Les communes de Villegusien-le-Lac (commune déléguée) et Heuilley-Cotton se regroupent également le même jour pour former la commune nouvelle de Villegusien-le-Lac.

## Territoire communautaire

### Géographie
Elle est située au sud du département de la Haute-Marne.

### Composition
La communauté de communes est composée des 51 communes suivantes :

| Nom                        | Code Insee | Gentilé        | Superficie (km2) | Population (dernière pop. légale) | Densité (hab./km2) |
| -------------------------- | ---------- | -------------- | ---------------- | --------------------------------- | ------------------ |
| Le Montsaugeonnais (siège) | 52405      |                | 33,33            | 1 140 (2022)                      | 34                 |
| Aprey                      | 52014      | Apreyens       | 15,72            | 189 (2022)                        | 12                 |
| Arbot                      | 52016      | Arbeisiens     | 13,15            | 64 (2022)                         | 4,9                |
| Auberive                   | 52023      |                | 70,64            | 156 (2022)                        | 2,2                |
| Aujeurres                  | 52027      | Aujeurrois     | 12,94            | 67 (2022)                         | 5,2                |
| Aulnoy-sur-Aube            | 52028      | Aulnoyens      | 9,31             | 58 (2022)                         | 6,2                |
| Baissey                    | 52035      | Baisseyens     | 9,97             | 172 (2022)                        | 17                 |
| Bay-sur-Aube               | 52040      | Bayalbins      | 9,75             | 46 (2022)                         | 4,7                |
| Brennes                    | 52070      | Sarcophagiens  | 9,88             | 124 (2022)                        | 13                 |
| Chalancey                  | 52092      | Chalancéens    | 13,49            | 116 (2022)                        | 8,6                |
| Chassigny                  | 52113      | Chassigniens   | 15,89            | 246 (2022)                        | 15                 |
| Choilley-Dardenay          | 52126      |                | 17,56            | 158 (2022)                        | 9                  |
| Cohons                     | 52134      | Cohonssois     | 12,55            | 208 (2022)                        | 17                 |
| Colmier-le-Bas             | 52137      |                | 5,95             | 22 (2022)                         | 3,7                |
| Colmier-le-Haut            | 52138      | Colmierois     | 19,35            | 62 (2022)                         | 3,2                |
| Coublanc                   | 52145      | Coublandis     | 19,19            | 119 (2022)                        | 6,2                |
| Cusey                      | 52158      | Catotiers      | 23,22            | 286 (2022)                        | 12                 |
| Dommarien                  | 52170      |                | 17,75            | 176 (2022)                        | 9,9                |
| Flagey                     | 52200      |                | 8,32             | 70 (2022)                         | 8,4                |
| Germaines                  | 52216      | Germains       | 8,69             | 50 (2022)                         | 5,8                |
| Grandchamp                 | 52228      | Grandchinois   | 4,78             | 69 (2022)                         | 14                 |
| Isômes                     | 52249      | Isômois        | 10,63            | 147 (2022)                        | 14                 |
| Leuchey                    | 52285      |                | 5,48             | 72 (2022)                         | 13                 |
| Longeau-Percey             | 52292      | Aqualonguiens  | 7,48             | 695 (2022)                        | 93                 |
| Maâtz                      | 52298      | Maatzois       | 10,84            | 71 (2022)                         | 6,5                |
| Mouilleron                 | 52344      | Mouilleronnais | 5,19             | 30 (2022)                         | 5,8                |
| Occey                      | 52360      |                | 16,87            | 172 (2022)                        | 10                 |
| Orcevaux                   | 52364      | Orcivalliens   | 4,22             | 96 (2022)                         | 23                 |
| Perrogney-les-Fontaines    | 52384      |                | 14,79            | 109 (2022)                        | 7,4                |
| Poinsenot                  | 52393      |                | 7,26             | 55 (2022)                         | 7,6                |
| Poinson-lès-Grancey        | 52395      | Poinsonnais    | 11,68            | 58 (2022)                         | 5                  |
| Praslay                    | 52403      | Praslaysiens   | 11,28            | 82 (2022)                         | 7,3                |
| Rivière-les-Fosses         | 52425      | Rivièrois      | 17,94            | 184 (2022)                        | 10                 |
| Rochetaillée               | 52431      |                | 27,95            | 156 (2022)                        | 5,6                |
| Rouelles                   | 52437      | Rouellois      | 6,62             | 25 (2022)                         | 3,8                |
| Rouvres-sur-Aube           | 52439      | Rouvrois       | 20,18            | 69 (2022)                         | 3,4                |
| Saint-Broingt-les-Fosses   | 52446      |                | 12,37            | 236 (2022)                        | 19                 |
| Saint-Loup-sur-Aujon       | 52450      | Barochais      | 19,33            | 129 (2022)                        | 6,7                |
| Ternat                     | 52486      | Ternassiens    | 7,91             | 60 (2022)                         | 7,6                |
| Vaillant                   | 52499      | Vaillantais    | 7,5              | 46 (2022)                         | 6,1                |
| Le Val-d'Esnoms            | 52189      | Esnonais       | 32,48            | 367 (2022)                        | 11                 |
| Vals-des-Tilles            | 52094      |                | 36,89            | 182 (2022)                        | 4,9                |
| Vauxbons                   | 52507      |                | 12,48            | 53 (2022)                         | 4,2                |
| Verseilles-le-Bas          | 52515      |                | 1,58             | 111 (2022)                        | 70                 |
| Verseilles-le-Haut         | 52516      |                | 2,83             | 48 (2022)                         | 17                 |
| Vesvres-sous-Chalancey     | 52519      | Vesvrois       | 7,22             | 47 (2022)                         | 6,5                |
| Villars-Santenoge          | 52526      |                | 19,95            | 79 (2022)                         | 4                  |
| Villegusien-le-Lac         | 52529      |                | 40,03            | 993 (2022)                        | 25                 |
| Villiers-lès-Aprey         | 52536      | Villiersois    | 7,39             | 47 (2022)                         | 6,4                |
| Vitry-en-Montagne          | 52540      | Vitrimontains  | 9,53             | 29 (2022)                         | 3                  |
| Vivey                      | 52542      | Viviens        | 13,05            | 51 (2022)                         | 3,9                |

## Administration

### Siège
Le siège de l'intercommunalité est situé chemin des Brosses au Monsaugeonnais.

### Les élus
Le conseil communautaire compte 68 sièges répartis en fonction du nombre d'habitants de chaque commune. Toutes les communes ont au moins 1 représentant, Le Val-d'Esnoms en compte 2, Longeau-Percey et Villegusien-le-Lac, 5 et Le Montsaugeonnais, 8.

### Présidence
Le président de la communauté de communes est élu par le conseil communautaire. 
| Période       | Période       | Identité          | Étiquette | Qualité                                                        |
| ------------- | ------------- | ----------------- | --------- | -------------------------------------------------------------- |
| janvier 2011  | novembre 2017 | Charles Guené     | LR        | Sénateur et maire de Vaux-sous-Aubigny puis du Montsaugeonnais |
| novembre 2017 | 2020          | Patrick Berthelon | LR        | Maire de Vivey                                                 |
| 2020          | En cours      | Laurent Aubertot  |           | Maire d'Aprey                                                  |

### Compétences
Nombre total de compétences exercées : 20.